# Ranunculus kamchaticus
Ranunculus kamchaticus DC. – gatunek rośliny z rodziny jaskrowatych (Ranunculaceae Juss.). Występuje naturalnie w północnych Indiach, Nepalu, Bhutanie, Kazachstanie, Mongolii, na Syberii oraz Alasce (łącznie z Aleutami). 

## Morfologia
PokrójBylina dorastająca do 5–10 cm wysokości.
LiścieMają owalny lub eliptyczny kształt. Mierzą 0,5–3 cm długości oraz 0,5–3 cm szerokości. Nasada liścia ma klinowy kształt. Brzegi są całobrzegie. Wierzchołek jest tępy. Ogonek liściowy jest nagi i ma 1–8 cm długości.
KwiatySą pojedyncze. Pojawiają się na szczytach pędów. Mają żółtą barwę. Dorastają do 15–30 mm średnicy. Mają 5 okrągło owalnych działek kielicha, które dorastają do 3–5 mm długości. Mają od 12 do 19 podłużnych płatków o długości 7–12 mm.
OwoceNagie niełupki o owalnie romboidalnym kształcie i długości 2–3 mm. Tworzą owoc zbiorowy – wieloniełupkę o kulistym kształcie i dorastającą do 10 mm długości.

## Biologia i ekologia
Rośnie w zaroślach, na trawiastych zboczach oraz w tundrze. Występuje na wysokości do 5000 m n.p.m. Kwitnie od kwietnia do września, natomiast owoce pojawiają się oc czerwca do października. Latem preferuje stanowiska w cieniu. Dobrze rośnie na wilgotnym i próchnicznym podłożu.